# Колобов, Александр Митрофанович
Александр Митрофанович Колобов (12 мая 1895, г. Егорьевск, Рязанской губернии (ныне Московской области — 13 марта 1980, Одесса) — русский и украинский советский артист (баритон). Народный артист Украинской ССР (с 1949).

## Биография
После окончания в 1925 Московского института театрального искусства работал в драматических театрах Москвы.
С 1931 — солист театров оперы и балета в Иркутске (1931—1934), Саратове (1934—1935), Одессе (1935—1938), Ворошиловграде (1938—1940), Сталино (1940—1952), Улан-Удэ (1952—1955).

## Избранные оперные партии
- Князь Игорь («Князь Игорь» Бородина),
- Амонасро («Аида» Верди),
- Проценко («Молодая гвардия» Ю. Мейтуса),
- Богдан Хмельницкий (опера «Богдан Хмельницкий» К. Данькевича).

## Награды
- Орден «Знак Почёта»
- Народный артист Украинской ССР (1949)